# IC 332
IC 332 ist eine linsenförmige Galaxie vom Hubble-Typ SAB0/a im Sternbild Stier auf der Ekliptik. Sie ist schätzungsweise 415 Millionen Lichtjahre von der Milchstraße entfernt und hat einen Durchmesser von etwa 110.000 Lj.
Das Objekt wurde am 29. Dezember 1893 vom französischen Astronomen Stéphane Javelle entdeckt.